# Martin Gunetzrhainer

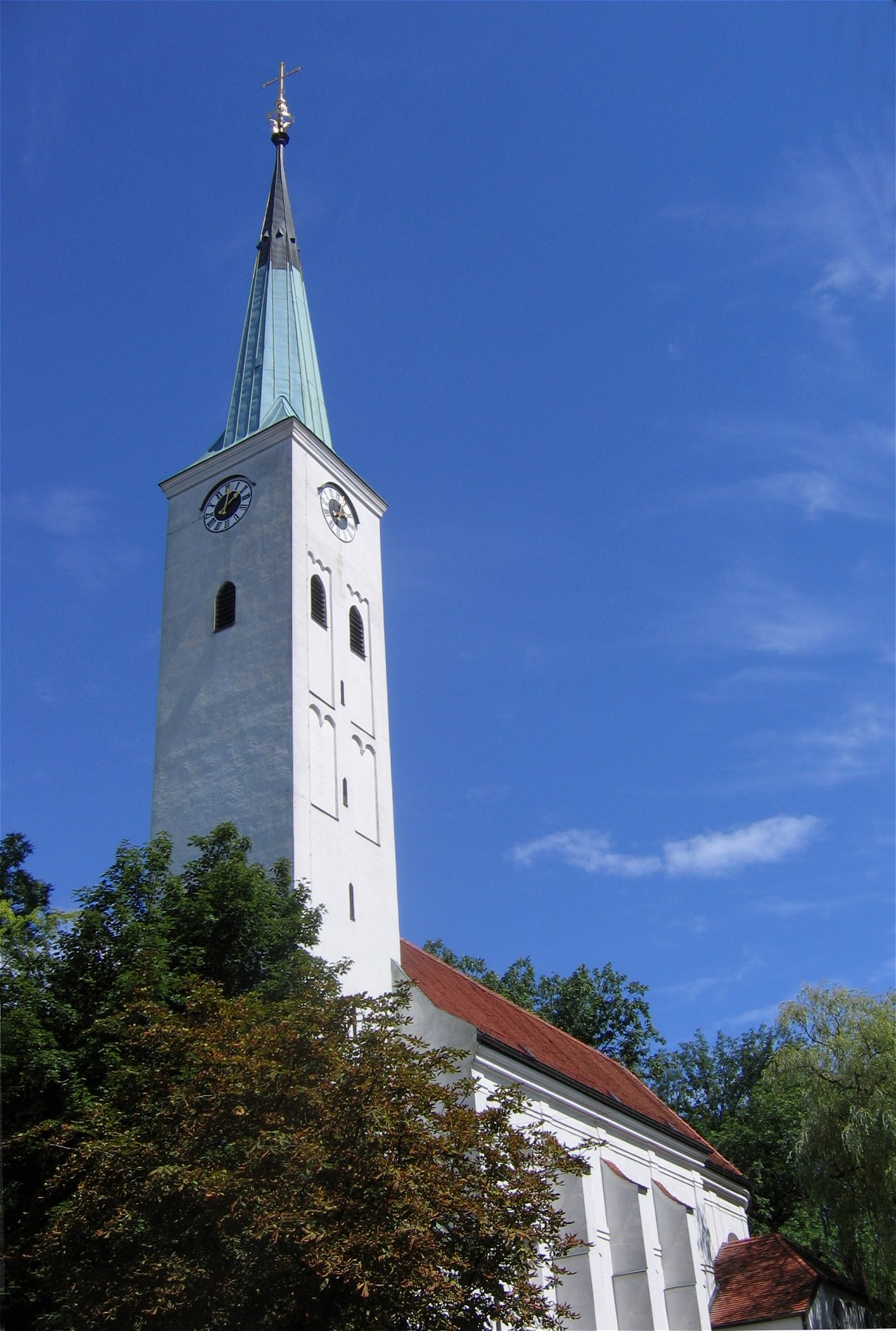
Alte Haidhauser Kirche St. Johann Baptist

Martin Gunetzrhainer (* 1639; † 1699) war ein Münchner Stadtmaurermeister.

## Werdegang
Im Jahr 1675 baute er den Turm der Alten Pfarrkirche St. Johann Baptist in Haidhausen um, heute zum Münchner Stadtbezirk Au-Haidhausen gehörend.
Nach 1685 erbaute er mit Enrico Zuccalli das Palais Maffei am Promenadeplatz in München, dessen wiederaufbaufähige Ruine 1951 für eine Erweiterung des Hotel Bayerischer Hof abgerissen wurde. Er war 1686 der Baumeister der Pfarrkirche St. Peter und Paul in Baierbrunn.
Seine Söhne Johann Baptist (1692–1763) und Ignaz Anton (1698–1764) wurden ebenfalls Baumeister.